# Cristóbal Ascencio García
Cristóbal Ascencio García (ur. 25 marca 1955 w El Josefino de Allende) – meksykański duchowny rzymskokatolicki, biskup Apatzingán od 2015.

## Życiorys
Święcenia kapłańskie otrzymał 4 maja 1985 i został inkardynowany do diecezji San Juan de los Lagos. Był m.in. prefektem i rektorem seminarium, sędzią sądu biskupiego oraz proboszczem w Tepatitlán di Morelos.
17 listopada 2014 papież Franciszek mianował go biskupem diecezjalnym diecezji Apatzingán. Sakry biskupiej udzielił mu 12 lutego 2015 nuncjusz apostolski w Meksyku - arcybiskup Christophe Pierre.